# Curcuma viridiflora
Curcuma viridiflora är en enhjärtbladig växtart som beskrevs av William Roxburgh. Curcuma viridiflora ingår i släktet Curcuma och familjen Zingiberaceae. Inga underarter finns listade i Catalogue of Life.